# Bull Island (États-Unis)
Pour les articles homonymes, voir Bull Island.
Bull Island est une île des États-Unis en Caroline du Sud, une des Sea Islands dans le comté de Charleston.

## Géographie
Elle s'étend sur plus de 9,6 km de longueur pour une largeur maximale de près de 2,8 km en son centre. Elle est connue pour faire partie du Cape Romain National Wildlife Refuge (en).